# 黎明智 (1960年)
黎明智（1960年11月1日—），男性，胡志明市糾支縣人，越南政治人物。现任越共中央书记处书记、最高人民法院院长。

## 生平
黎明智于1984年加入越共，曾担任胡志明市人民委员会副主席，越共中央内政部副部长。2016年，他当选越南最高人民检察院院长。2024年8月，获补选为第十三届越共中央书记处书记，随即转任最高人民法院院长。他也是越共第十二届、第十三届中央委员会委员以及越南第十四届国会代表。